# L'Origine du monde (film, 2020)
Pour les articles homonymes, voir L'Origine du monde et L'Origine du monde (homonymie).
Pour plus de détails, voir Fiche technique et Distribution.
L'Origine du monde est un film français écrit et réalisé par Laurent Lafitte, sorti en 2020. Selon 20 Minutes et Franceinfo, il appartient au genre de « la comédie grinçante »,.
Il s'agit de l'adaptation de la pièce de théâtre du même nom de Sébastien Thiéry.
Le film fait partie de la sélection officielle du Festival de Cannes 2020.

## Synopsis
En rentrant chez lui, Jean-Louis Bordier, quadragénaire, se rend compte que son cœur ne bat plus, il n'a plus de pouls. Néanmoins il demeure conscient, parvient à parler et à se mouvoir. Est-il encore vraiment vivant ? Il demande à Michel son meilleur ami vétérinaire de venir chez lui l'ausculter. Celui-ci ne s'explique pas cet étrange phénomène. Valérie, épouse de Jean-Louis, demande des conseils à Margaux, sa « coach de vie » légèrement gourou. Cette dernière, apparemment connectée aux forces occultes, pense avoir une solution.
« Le titre, inspiré d'un tableau éponyme de Gustave Courbet qui représente un sexe féminin en gros plan, donne des indications sur quelle partie de l'anatomie de sa maman (Hélène Vincent, sublime), le héros va être incité à prendre en photo afin de retrouver son énergie vitale. »
Face à ce défi improbable et loufoque,  Laurent Lafitte explique que « ce que doit faire [son] personnage le met face à un tabou ultime. Il va lui falloir beaucoup d'ingéniosité pour parvenir à ses fins avec l'aide de son épouse et de son meilleur ami. »

## Fiche technique
Sauf indication contraire, les informations mentionnées dans cette section peuvent être confirmées par les bases de données cinématographiques IMDb et Allociné,  présentes dans la section « Liens externes ».
- Titre original : L'Origine du monde
- Réalisation : Laurent Lafitte
- Scénario : Laurent Lafitte, d'après la pièce de théâtre L'Origine du monde de Sébastien Thiéry
- Photographie : Axel Cosnefroy
- Costumes : Carine Sarfati
- Musique : Gabriel Fauré
- Montage : Stephan Couturier
- Production : Alain Attal

Producteurs délégués : Xavier Amblard,
- Société de production : Trésor Films, avec la participation de 2L Productions, France 2 Cinéma et Artémis Productions
- Société de distribution : Studiocanal
- Pays d'origine :  France
- Genre : comédie
- Durée : 98 minutes
- Dates de sortie
  - France : 6 septembre 2020 (sortie limitée pour la « Semaine de la Comédie UGC ») ; 15 septembre 2021 (sortie nationale)
  - Belgique : 8 octobre 2020 (Festival de Namur) ; 15 septembre 2021 (sortie nationale)

## Distribution
- Laurent Lafitte : Jean-Louis Bordier, avocat
  - Cédric Leffray : Jean-Louis à 16 ans
- Karin Viard : Valérie Bordier, épouse de Jean-Louis
- Vincent Macaigne : Michel Verdoux, ami d'enfance de Jean-Louis, vétérinaire
- Hélène Vincent : Brigitte Bordier, mère de Jean-Louis
- Nicole Garcia : Margaux, coach de vie de Valérie
- Pauline Clément : L'employée du magasin de photocopies
- Luca Malinowski : Le prostitué travesti
  - Judith El Zein : voix féminine du prostitué travesti
- Juliette Bettencourt : Valentine, première amoureuse de Jean-Louis
- Christine Beauvallet : La mère de Valentine
- Benoît DuPac : Le père de Valentine
- Pascal Lifschutz : Le père de Jean-Louis
- Jean-Claude Bohbote : Monsieur Gillet, amant de Brigitte
- Grégory Gaule : un pompier

## Production
Le projet est révélé en juin 2019. Laurent Lafitte avait découvert la pièce de théâtre L'Origine du monde de Sébastien Thiéry en 2013. Très séduit en premier lieu par l'humour de l'œuvre, Laurent Lafitte y voit également des thèmes plus sombres qui l'ont très attiré pour sa première réalisation :

« Ces thèmes me touchent intimement. Cette histoire m'a tellement habité, j’ai tellement rêvé autour que je n’avais pas envie d’écrire autre chose pour mon premier film. J’ai proposé à Sébastien Thiéry d’acheter les droits, il a accepté, puis je suis passé à autre chose pendant presque deux ans car je travaillais beaucoup et je n’avais pas le temps de me pencher sur l’adaptation. En fait, le film mûrissait tranquillement dans ma tête : quand je me suis mis à écrire, tout est allé très vite. »

Après quelques années, Laurent Lafitte se lance dans l'adaptation de la pièce :

« Je tenais à m'éloigner au maximum des mots d’auteur. Au cinéma, la « réplique drôle » me fait moins rire qu’une situation. J’ai aussi ajouté toute la première partie. Alors que la pièce commence quand le cœur de Jean-Louis s’arrête de battre, je souhaitais installer un peu sa vie avant. Et en général pour sortir de la pièce, j’ai écrit des séquences en extérieur, chez la mère, la photocopieuse, les cauchemars, et des flashback… J’ai également voulu que sa femme soit plus présente. »

Laurent Lafitte envisage initialement d'incarner Michel, l'ami du personnage principal, car selon lui c'est le personnage le plus drôle. Il préfère finalement offrir ce rôle à Vincent Macaigne et incarne lui-même le personnage principal, Jean-Louis.
Le tournage débute le 3 juin 2019. Il dure 8 semaines et se déroule à Paris et en Île-de-France,.

## Accueil

### Sortie
En juin 2019, il est annoncé que le film sortira en France le 11 novembre 2020. Avant cela, le film devait être présenté au festival de Cannes 2020, annulé en raison de la pandémie de Covid-19. Le film reçoit malgré tout un « label Cannes 2020 ». Avec quatre autres films de ce label, il est ensuite projeté dans certaines salles de cinéma UGC pour la « Semaine de la Comédie UGC » en septembre 2020. La sortie nationale est alors fixée au 4 novembre 2020.
En raison de la fermeture des salles durant la pandémie de Covid-19, la sortie nationale français est repoussée à 2021. Entre-temps, le film est présenté au festival international du film francophone de Namur en octobre 2020.

### Critique
En France, le site Allociné donne une moyenne de 3,5/5 après avoir recensé 35 titres de presses.
Pour 20 Minutes, il s'agit d'« une comédie aussi savoureuse que provocatrice. (...) Cela fait du bien de trouver une comédie aussi grinçante au sein d'une production où règnent des œuvres souvent trop bien élevées. Le souffle d’insolence que fait passer de L’Origine du monde a quelque chose de revigorant. ». Franceinfo Culture nous parle de ses « acteurs [qui] servent cette comédie grinçante et extravagante en incarnant leur rôle à mille pour cent. Laurent Lafitte au premier chef, convaincant dans le rôle du quadragénaire auto-centré et névrosé, dont le visage de petit garçon mal aimé affleure. ».
D'autres critiques sont plus négatives, comme La Croix qui parle d'une « farce aussi scabreuse que consternante. », ou encore d'une « pénible comédie, le premier film réalisé par Laurent Laffite s'embourbe dans la vulgarité. » pour le journal Libération. Pour les Inrockuptibles, « dénué de véritable aspiration esthétique, où la complexité des personnages tient en un adjectif, L’Origine du monde avance comme un enchaînement mécanique de saynètes déconnectées les unes des autres. ».

### Box-office
Le jour de sa sortie, le film se place en seconde position du box-office des nouveautés, en engrangeant 27 751 entrées (dont 12 087 en avant-première), pour 490 copies. Il fait mieux que son concurrent direct, Pourris gâtés (25 246) mais moins bien que le blockbuster Dune (181 316) leader de ce jour.
Oscillant entre une 6e puis une 9e place au box-office, le long-métrage engrange 177 878 entrées pour deux semaines d'exploitation. Après 9 semaines d'exploitation dans les salles obscures, L'Origine du Monde engrange 228 759 entrées.

## Analyse